# Pinnaxodes gigas
Pinnaxodes gigas är en kräftdjursart som beskrevs av Green 1992. Pinnaxodes gigas ingår i släktet Pinnaxodes och familjen Pinnotheridae. Inga underarter finns listade i Catalogue of Life.